# Kochel am See
Kochel am See est un village de Bavière (Allemagne), situé dans l'arrondissement de Bad Tölz-Wolfratshausen, dans le district de Haute-Bavière.
On peut notamment y visiter un musée consacré au peintre Franz Marc.

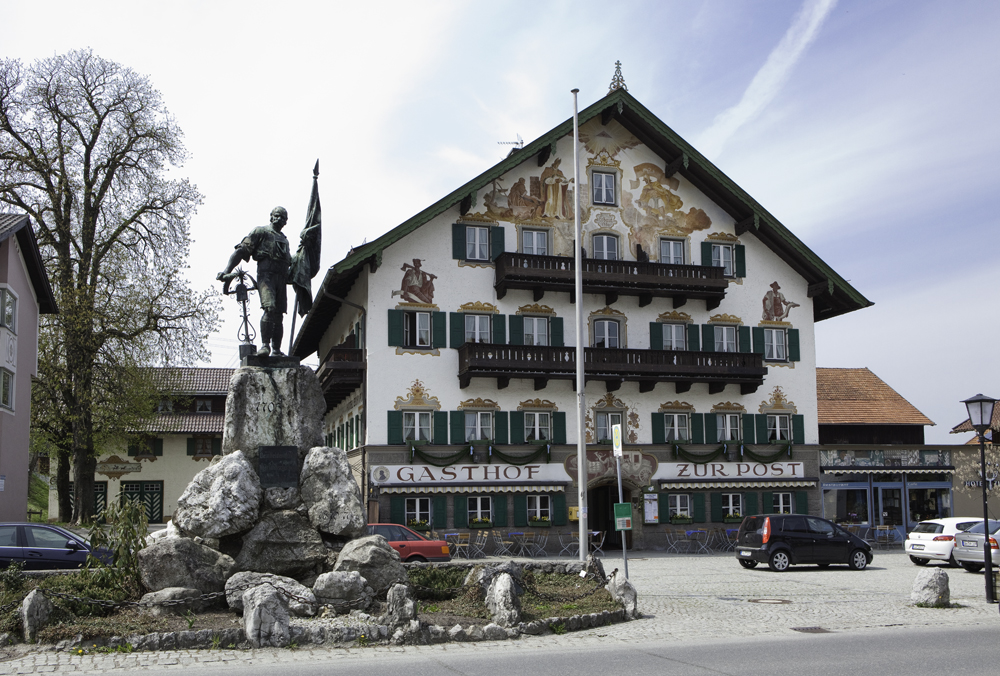
Le centre de Kochel am See

## Personnalités liées à la ville
- Georg von Vollmar (1850-1922), homme politique mort à Urfeld am Walchensee.
- Maria Marc (1876-1955), peintre morte à Kochel am See.
- Dorothee von Velsen (1883-1970), écrivaine, historienne et militante féministe a vécu et est morte à Kochel am See.
- Heinrich Kaminski (1886-1946), compositeur mort à Kochel am See.
- Gerhard Oestreich (1910-1978), historien mort à Kochel am See.